# إيما بيل
إيما بيل (بالإنجليزية: Emma Bell) (و. 1986 – م) هي ممثلة، وممثلة أفلام، وممثلة تلفزيونية، من الولايات المتحدة الأمريكية.

## وصلات خارجية
- إيما بيل على موقع IMDb (الإنجليزية)
- إيما بيل على موقع ألو سيني (الفرنسية)
- إيما بيل على موقع أول موفي (الإنجليزية)
- إيما بيل على موقع قاعدة بيانات الأفلام السويدية (السويدية)
- إيما بيل على موقع قاعدة بيانات الفيلم (الإنجليزية)
- إيما بيل على موقع كينوبويسك (الروسية)
- إيما بيل على موقع كينوبويسك (الروسية)